# Чичэн
Чичэ́н(кит. упр. 赤城, пиньинь Chìchéng) — уезд городского округа Чжанцзякоу провинции Хэбэй (КНР). Уезд назван в честь находящейся на его территории горы Чичэншань.

## История
Уезд был создан при империи Цин в 1693 году. После Синьхайской революции он вошёл в состав Специального района Чахар (察哈尔特别区), который в 1928 году был выделен в отдельную провинцию Чахар.
Когда в 1937 году началась японо-китайская война и эти земли были захвачены японцами, то 4 сентября ими было создано марионеточное Автономное правительство Южного Чахара, и эти земли перешли под его юрисдикцию. 22 ноября 1937 года Автономное правительство Объединённых монгольских аймаков, Автономное правительство Южного Чахара и Автономное правительство Северного Цзинь образовали Объединённый комитет Мэнцзяна. 1 сентября 1939 года Автономное правительство Объединённых монгольских аймаков, Автономное правительство Южного Чахара и Автономное правительство Северного Цзинь объединились в Объединённое автономное правительство Мэнцзяна, разместившееся в Калгане (в составе Мэнцзяна структура Автономного правительства Южного Чахара была преобразована в Южночахарский комиссариат, а в 1943 году Южночахарский комиссариат был преобразован в провинцию Сюаньхуа). В 1945 году Мэнцзян и Япония были разгромлены советскими и монгольскими войсками, и эти земли вернулись в состав Китайской Республики, где в 1946—1949 годах развернулась гражданская война, завершившаяся победой коммунистов.
В 1949 году был создан Южночахарский специальный район (察南专区), и уезд вошёл в его состав. В 1952 году провинция Чахар и Южночахарский специальный район были расформированы, и уезд перешёл в состав Специального района Чжанцзякоу (张家口专区) провинции Хэбэй. В мае 1958 года Специальный район Чжанцзякоу был расформирован, и эти земли были подчинены непосредственно администрации города Чжанцзякоу (при этом к уезду Чичэн был присоединён уезд Лунгуань (龙关县)), но в мае 1961 года Специальный район Чжанцзякоу был воссоздан в прежнем формате. В декабре 1967 года Специальный район Чжанцзякоу был переименован в Округ Чжанцзякоу (张家口地区).
1 июля 1993 года город Чжанцзякоу и округ Чжанцзякоу были объединены в Городской округ Чжанцзякоу.

## Административное деление
Уезд делится на 9 посёлков и 9 волостей.